# Georges Cousot
 Marie Joseph Albert Georges (Dinant, 24 mei 1857 - 22 oktober 1927) was een Belgisch arts, volksvertegenwoordiger en senator.

## Levensloop
Cousot was de zoon van dokter Théodule Cousot (1822-1888) en Eugénie Destrée (1819-1859). Hij trouwde met Berthe Dupret en ze hadden vier kinderen.
Hij werd doctor in de geneeskunde (Katholieke Universiteit Leuven, 1881) en publiceerde talrijke werken en artikels over neuropathologie. Hij werd lid van de Koninklijke Academie voor Geneeskunde in 1908 en werd er ondervoorzitter en voorzitter van.
Hij dirigeerde de Thermes Dinantais, die door zijn vader was opgericht en voegde er de Institut Hydrothérapique bij, waar hij de toepassing deed van elektrotherapie, massages en lichamelijke oefeningen.
Parallel was hij politiek actief en behoorde tot de stichters van de christendemocratie binnen de katholieke partij. Hij had veel aandacht voor de zondagsrust, de arbeidsongevallen, de beperking van de arbeidsuren in de mijnen, de Openbare Onderstand. Hij stichtte de Université Populaire die thans zijn naam draagt.
Hij werd bestuurder van de plaatselijke maatschappij voor sociale woningen.
In Dinant werd hij gemeenteraadslid (1890-1912) en schepen (1895). Hij werd ook provincieraadslid (1890-1900).
Hij werd katholiek parlementslid van 1900 tot 1927, als volgt verdeeld:
- 1900-1910: volksvertegenwoordiger,
- 1914-1919: provinciaal senator,
- 1919-1925: volksvertegenwoordiger,
- 1925-1927: provinciaal senator.

In Dinant is er een Georges Cousotstraat. Ook een 'Communauté scolaire libre Georges Cousot'. De door hem gestichte Université Populaire is nu de Institut Technique Georges Cousot.